# Langer Eugen
Le Langer Eugen (en français, « grand Eugen ») est un immeuble de bureaux situé à Bonn (Allemagne). Construit entre 1966 et 1969, il a d'abord accueilli les bureaux des membres du Bundestag, avant de devenir le siège de plusieurs institutions affiliées à l'Organisation des Nations unies au sein d'un campus.
Le Langer Eugen est le 43e plus grand immeuble d'Allemagne, avec 115 m de hauteur. Il s'agit d'un édifice protégé.

## Histoire

### Origines

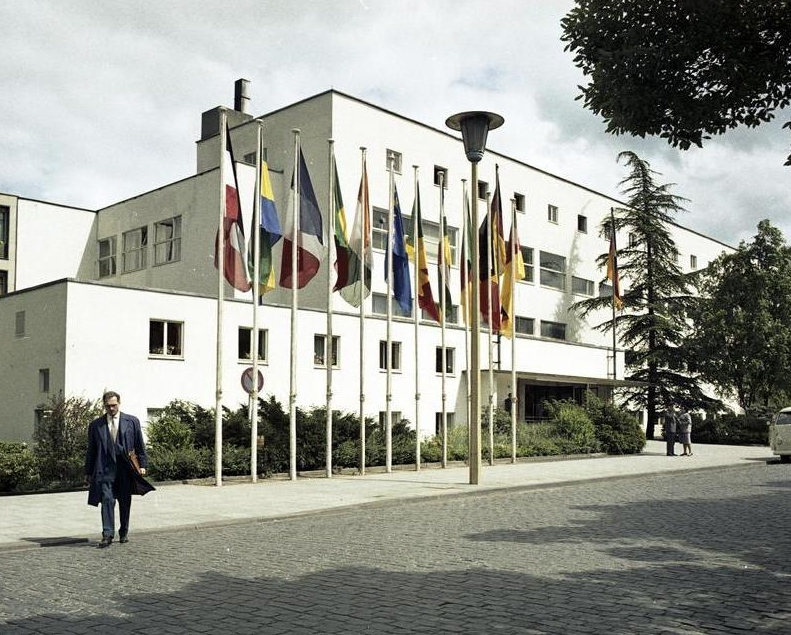
Le Bundeshaus de Bonn, en 1961.

En 1949, la ville de Bonn (en tant que capitale provisoire) abrite en son sein les principales institutions de la RFA, dont le Bundesrat et le Bundestag. Ce dernier, qui comprend alors 500 députés, siège au Bundeshaus. Un premier immeuble de bureaux fut construit en 1951 pour accueillir les députés : l'Abgeordnetenhochhaus (« tour des députés »), appelée par la suite Altes Abgeordnetenhochhaus (« ancienne tour des députés »). Ce bâtiment ne comprenait que 160 bureaux, aussi d'autres locaux ont-ils dû être loués.

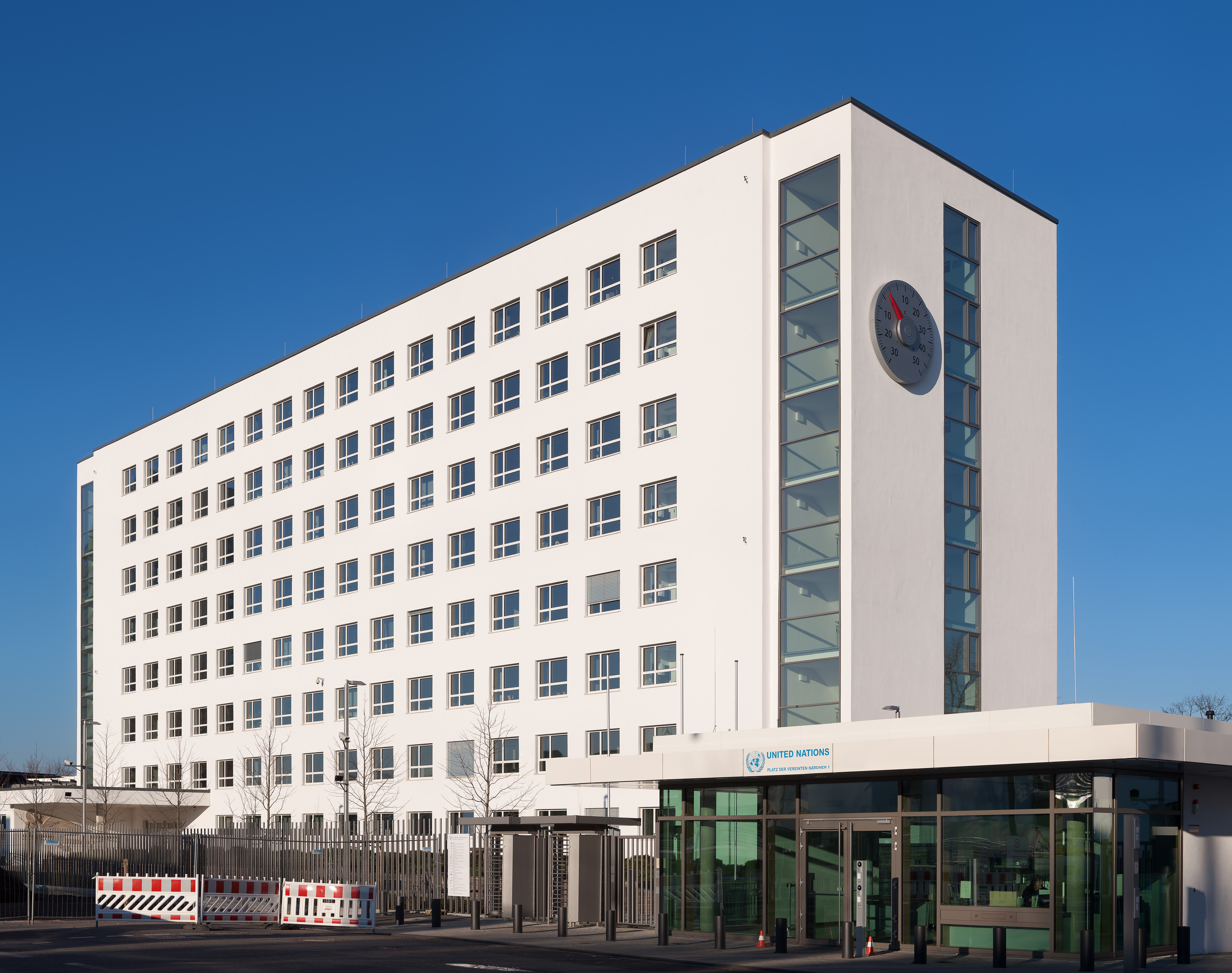
L'Altes Abgeordnetenhochhaus, en 2014. Elle abrite désormais le secrétariat de la CNUCC.

La construction d'un nouvel immeuble de bureaux est alors empêchée par un gel des constructions effectif dès 1956. On pensait alors que davantage de constructions tendraient à faire de Bonn la capitale permanente, pouvant porter atteinte à une éventuelle réunification. L'interdiction fut peu à peu relâchée dans les années 1960, alors que le manque d'espace devenait criant.

### Construction et rénovations
Le site choisi pour accueillir le nouvel immeuble de bureaux s'étend entre le Bundehaus et un ancien complexe sportif, dans le quartier de Gronau.
En mars 1965, la conception du bâtiment est confiée à l'architecte Egon Eiermann. La première pierre est posée le 29 août 1966, la pose du  bouquet final est célébrée le 10 mai 1968, et l'inauguration a finalement lieu le 19 février 1969. Quelques mois plus tard, le 1er novembre, les députés investissent le bâtiment. La construction du Langer Eugen a coûté au total 50 millions de deutschemarks. Par la suite, chaque membre du Bundestag a pu disposer d'un bureau individuel de 17 m2, avec de l'espace supplémentaire pour les secrétaires.
En 1975, des portes vitrées sont installées à tous les étages pour la sécurité incendie, et une plateforme d'atterrissage d'urgence est installée sur le toit. En 1979, une cage d'escalier extérieure servant d'issue de secours est construite sur le côté Rhin du bâtiment, selon les plans de Georg Pollich, disciple d'Eiermann.

### Nom

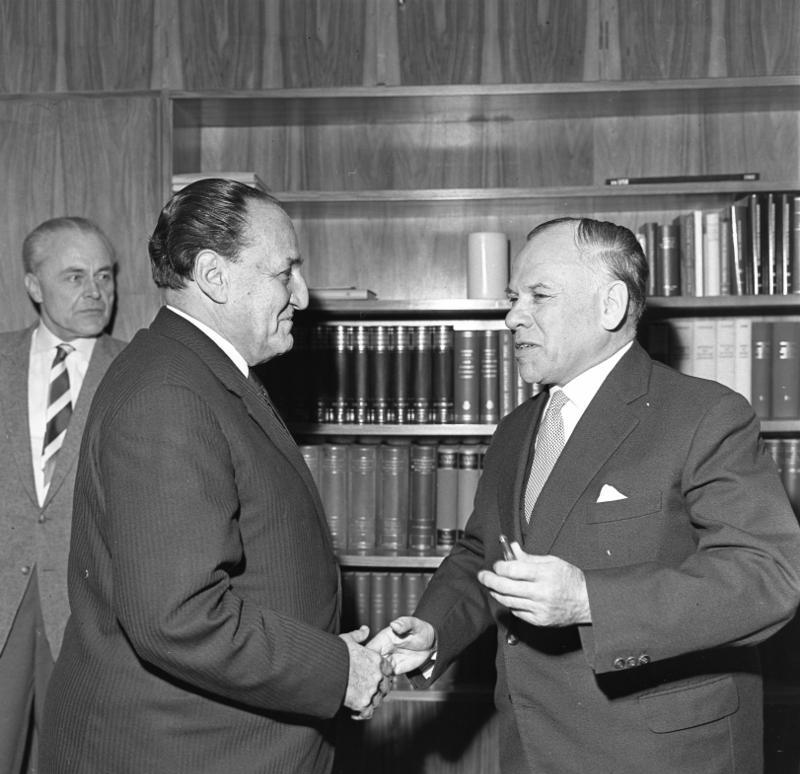
Eugen Gerstenmaier (à droite) et Haya de la Torre, en 1961.

Le nom Langer Eugen, signifiant « grand Eugen », est une référence à Eugen Gerstenmaier, président du Bundestag durant la construction de l'immeuble et un de ses promoteurs. L'adjectif « grand » est employé de façon ironique pour désigner la petite taille de celui-ci.

### Période post-Bundestag
Le 19 avril 1999, cinq ans après l'adoption de la loi Berlin-Bonn traitant de la nouvelle répartition des organes constitutionnels de l'Allemagne au lendemain de la réunification, a lieu la session inaugurale du Bundestag, dans le palais du Reichstag. À la suite du déménagement du Bundestag, le Langer Eugen accueille notamment le Bundesinstitut für Berufsbildung (« Institut fédéral de la formation professionnelle »), parmi d'autres institutions nationales et internationales dédiées à l'éducation. Le 28 mai 2003, le gouvernement fédéral décide de prêter le bâtiment à l'Organisation des Nations unies pour un usage permanent. S'ensuivent des rénovations d'un montant total de 54,7 millions d'euros, que mène l'État de Rhénanie-du-Nord-Westphalie, tout en prenant soin de ne pas dénaturer l'architecture originelle de l'immeuble,. Puis, le 31 mars 2006, le Langer Eugen est confié au ministère fédéral de l'Environnement.
À l'exception du plus grand bureau, celui du secrétariat de la CNUCC, qui emménage dans l'Altes Abgeordnetenhochhaus, toutes les institutions onusiennes basées à Bonn emménagent dans le Langer Eugen en avril 2006. Au début du mois de mai de la même année, trois grands panneaux lumineux portant l'emblème de l'ONU sont installés sur le toit, un quatrième n'ayant pas pu être installé derrière la cage d'escalier. Aussi, pour préparer le site à accueillir l'ONU, 700 mètres de clôtures ont été installés en périphérie, et une route adjacente fut fermée au trafic,. Le 11 juillet 2006, le secrétaire général Kofi Annan et la chancelière fédérale Angela Merkel inaugurent le campus des Nations unies. Après rénovations, le Langer Eugen peut abriter un total d'environ 675 employés, certains étages restant inoccupés en prévision de l'arrivée d'autres institutions. Avec l'arrivée de l'ONU, le site du campus est devenu extraterritorial, de la même façon qu'une ambassade ou un consulat.

## Architecture
Le Langer Eugen fait entre 114 et 117 m de haut selon les sources. Il possède 30 étages et 3 étages en sous-sol. Au temps de son utilisation par le Bundestag, le bâtiment comprenait 30 bureaux pour chaque étage allant du 3e au 17e. Du 19e au 28e étage, on trouvait des bureaux de comité ainsi que des salles de conférence. Le 29e étage abritait un restaurant. Enfin, les services techniques se trouvaient aux 18e et 30e étages. Depuis les rénovations, le Langer Eugen dispose de 410 bureaux, 40 salles de conférence et une bibliothèque.
La structure du Langer Eugen est en acier, contrairement à la majorité des structures de bâtiments en Europe centrale, réalisées en béton armé. Le Langer Eugen est certes le 43e plus grand immeuble allemand, mais il s'agit tout de même du plus grand immeuble allemand dont la structure est en acier.
Le 26 novembre 1997, le Langer Eugen devient un édifice protégé grâce à une décision du gouvernement de Rhénanie-du-Nord-Westphalie.

## Galerie

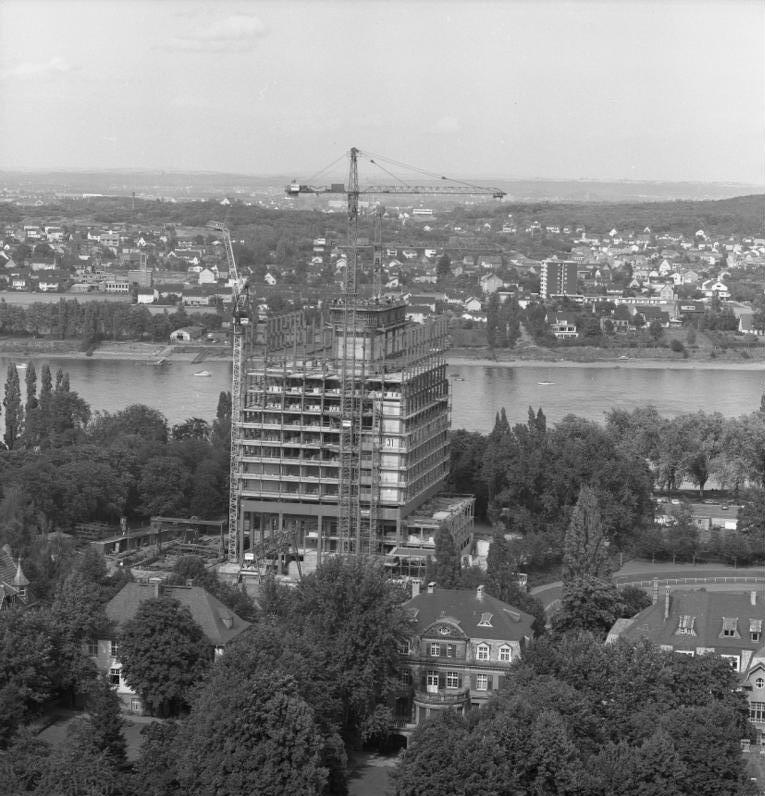
En construction (août 1967)
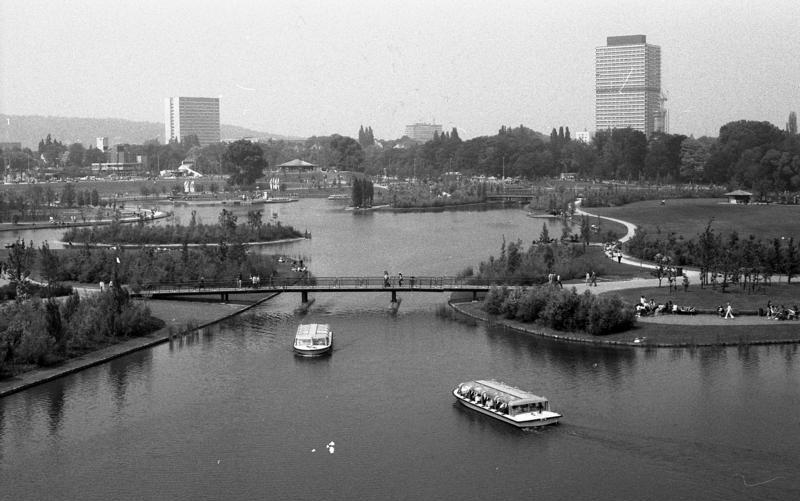
Sans la cage d'escalier (juin 1979)
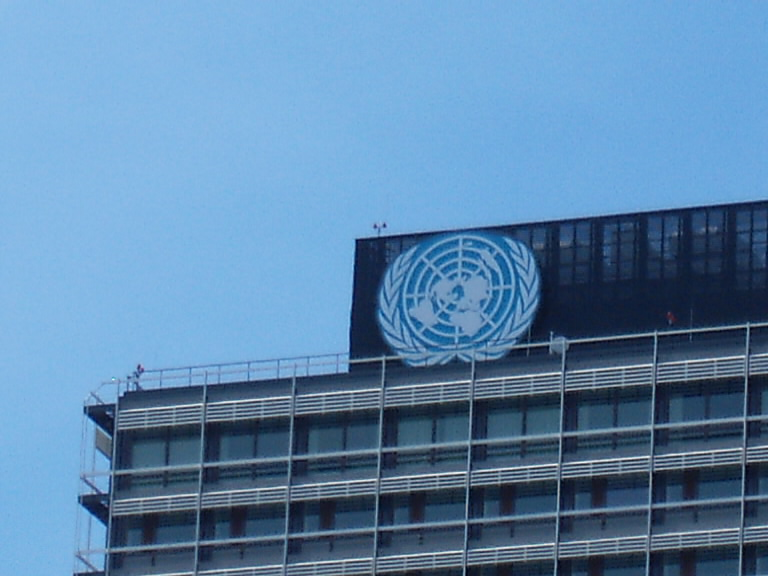
Emblème de l'ONU (juin 2006)
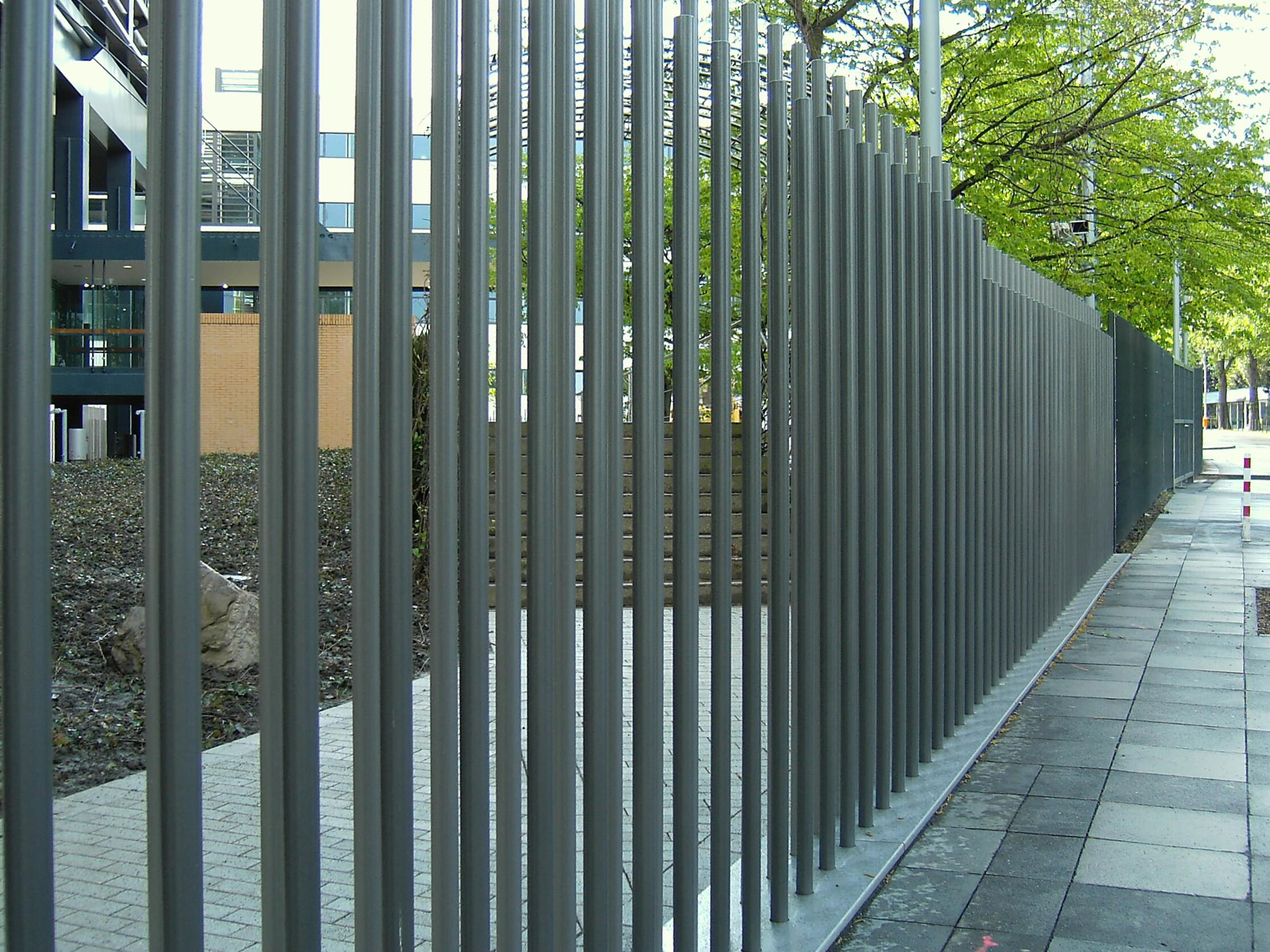
Clôture du campus (juin 2006)
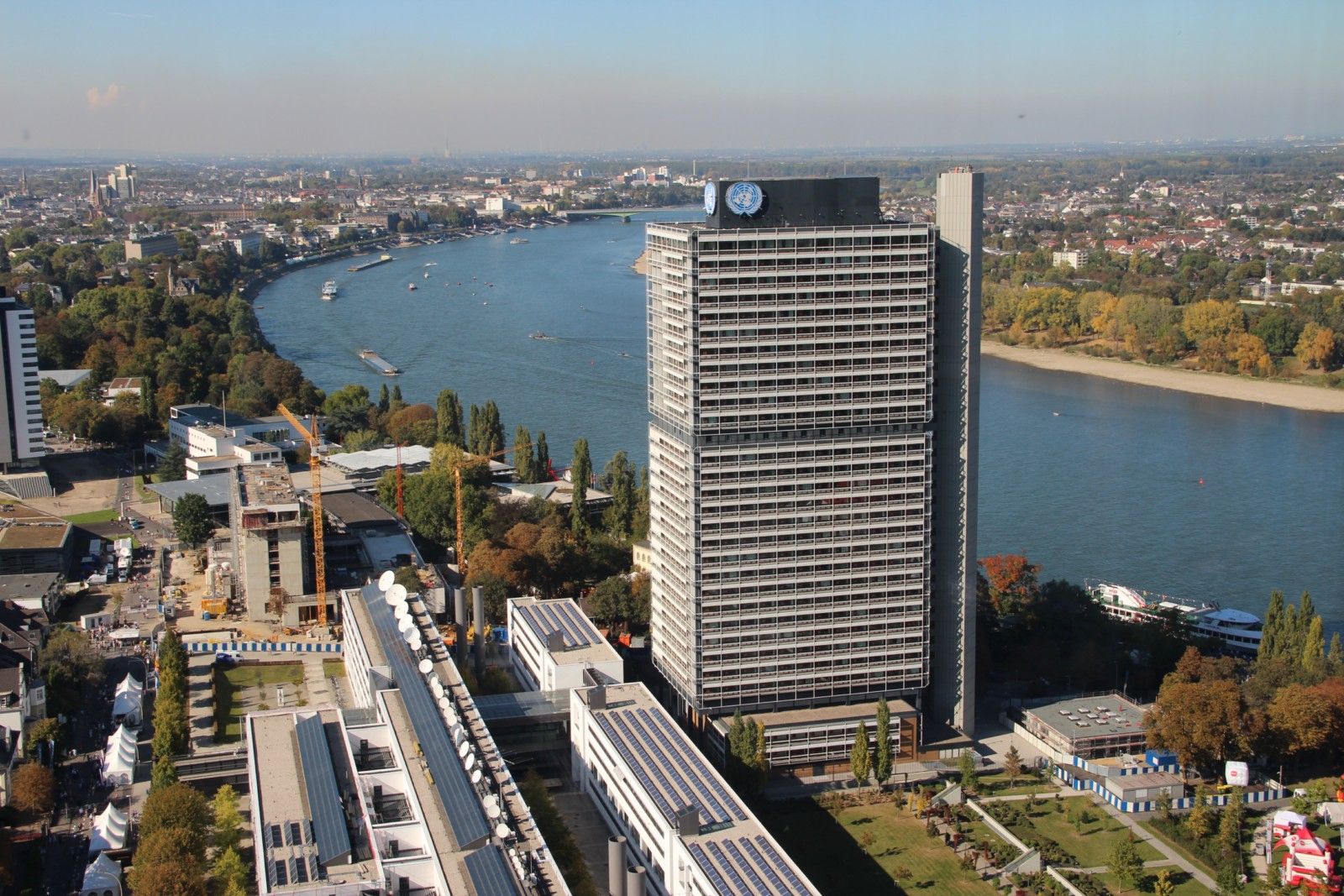
Vue aérienne (octobre 2011)
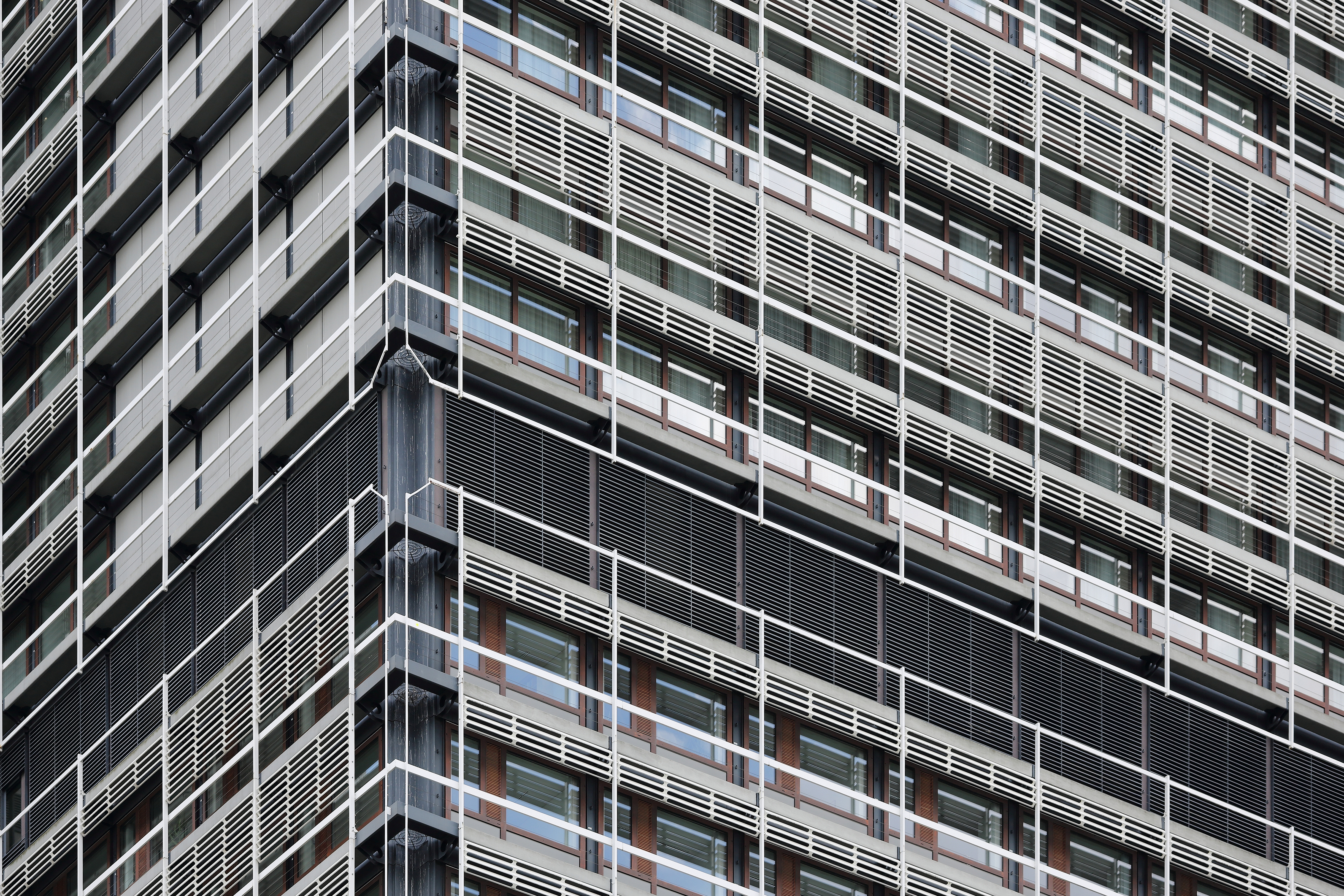
Détail de la façade. Juin 2018.